# Perotrochus maureri
Perotrochus maureri is een slakkensoort uit de familie van de Pleurotomariidae. De wetenschappelijke naam van de soort is voor het eerst geldig gepubliceerd in 1993 door Harasewych & Askew.